# IC 2443
IC 2443 — галактика типу SB0 (компактна витягнута галактика) у сузір'ї Рак.
Цей об'єкт міститься в оригінальній редакції індексного каталогу.